# Culex bicornutus
Culex bicornutus är en tvåvingeart som först beskrevs av Theobald 1910.  Culex bicornutus ingår i släktet Culex och familjen stickmyggor. Inga underarter finns listade i Catalogue of Life.